# Xcel Energy Center
Le Xcel Energy Center (surnommé The X) est une salle omnisports située à Saint Paul, dans le Minnesota, et elle est sponsorisée par Xcel Energy.
Depuis 2000, c'est la patinoire du Wild du Minnesota de la Ligue nationale de hockey. L'année 2005 a vu arriver un nouveau locataire de la National Lacrosse League, le Minnesota Swarm. Le Xcel Energy Center a une capacité de 18 064 places pour le hockey sur glace et le crosse puis dispose de 74 suites de luxe et 2 800 sièges de club.

## Histoire
Le Xcel Energy Center fut inauguré le 29 septembre 2000 lors d'un match de la Ligue nationale de hockey opposant le Wild du Minnesota aux Mighty Ducks d'Anaheim (3-1). Le 8 février 2004, le Match des étoiles de la Ligue nationale de hockey a établi un record d'affluence pour une partie de hockey sur glace dans l'État du Minnesota avec 19 434 spectateurs. Le 5 octobre 2005, 19 398 personnes assistèrent à une rencontre du Wild du Minnesota, ce fut un record pour un jeu du Wild. Le 28 octobre 2003 Shania Twain se produisit au Xcel Energy Center pour un concert avec une affluence record de 20 554 spectateurs dans la salle.
Le bâtiment coûta 130 millions de dollars pour sa construction. La ville de Saint Paul le possède et les fans le surnomme The "X". Il fut construit sur l'ancien emplacement du St. Paul Civic Center, qui est aujourd'hui démoli. La firme HOK Sport dessina les plans du Xcel Energy Center. La compagnie Xcel Energy Inc. paye les droits d'appellation $3 millions de dollars par an sur 25 ans.
En 2004, l'arène a été nommée par ESPN comme le meilleur lieu sportif aux États-Unis.
La salle accueille le Lynx du Minnesota pour la saison WNBA 2017 pendant les travaux de modernisation du Target Center de Minneapolis.

## Événements
- NCAA Frozen Four, 2002 et 2011
- Concert de Shania Twain, 28 octobre 2003
- 54e Match des étoiles de la Ligue nationale de hockey, 8 février 2004
- Concert de Duran Duran, 22 mars 2005
- Concert de The Police (Reunion Tour), 3 juillet 2007
- U.S. Figure Skating Championships, 20-27 janvier 2008
- Convention nationale républicaine de 2008, 1-4 septembre 2008
- Minnesota Boys' High School Hockey
- Minnesota Girl's High School Tournament
- High School Wrestling tournaments
- Minnesota State High School League
- Concert de Madonna (The MDNA Tour), 3 et 4 novembre 2012
- Concert de Lady Gaga : The Born This Way Ball Tour le 6 février 2013, artRAVE : The ARTPOP Ball le 20 mai 2014; puis pour sa tournée The Joanne World Tour le 21 août 2017
- Concert de Rihanna, (Loud Tour), 18 juin 2011 (Diamonds World Tour), 24 mars 2013
- Concert de Demi Lovato (The Neon Lights Tour), 18 mars 2014
- Concert de Madonna (Rebel Heart Tour), le 8 octobre 2015
- Concert de Madonna (The Celebration Tour), le 13 février 2024
- Concert de Olivia Rodrigo (Guts World Tour), le 15 Mars 2024

## Galerie

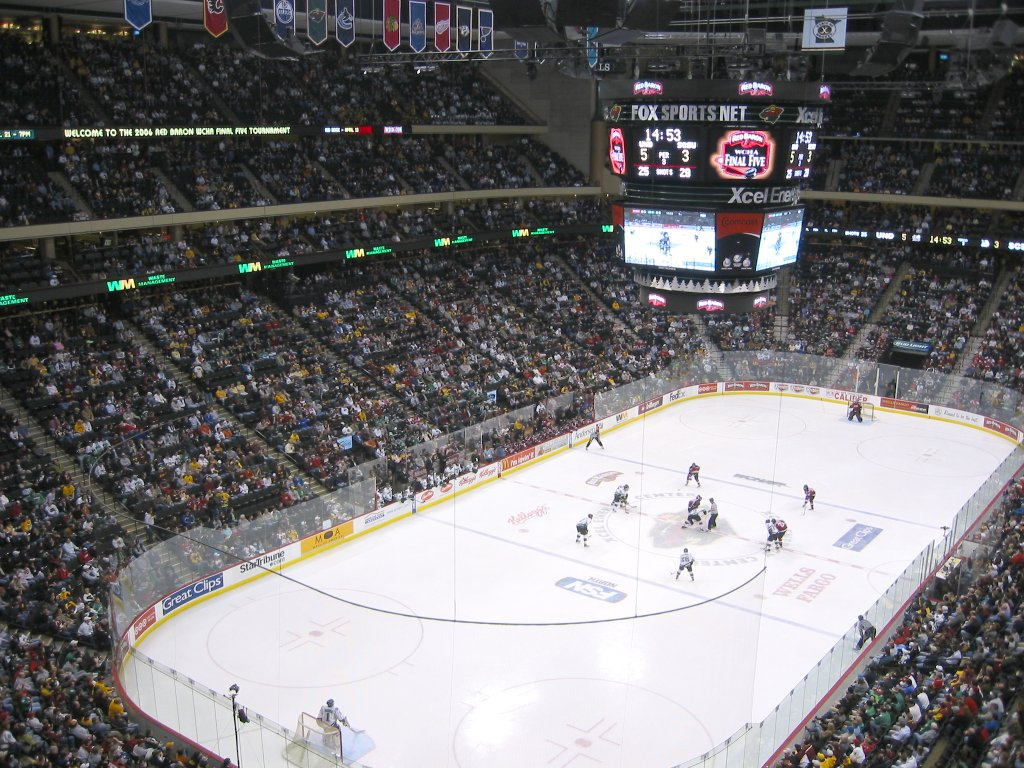
Vue intérieure
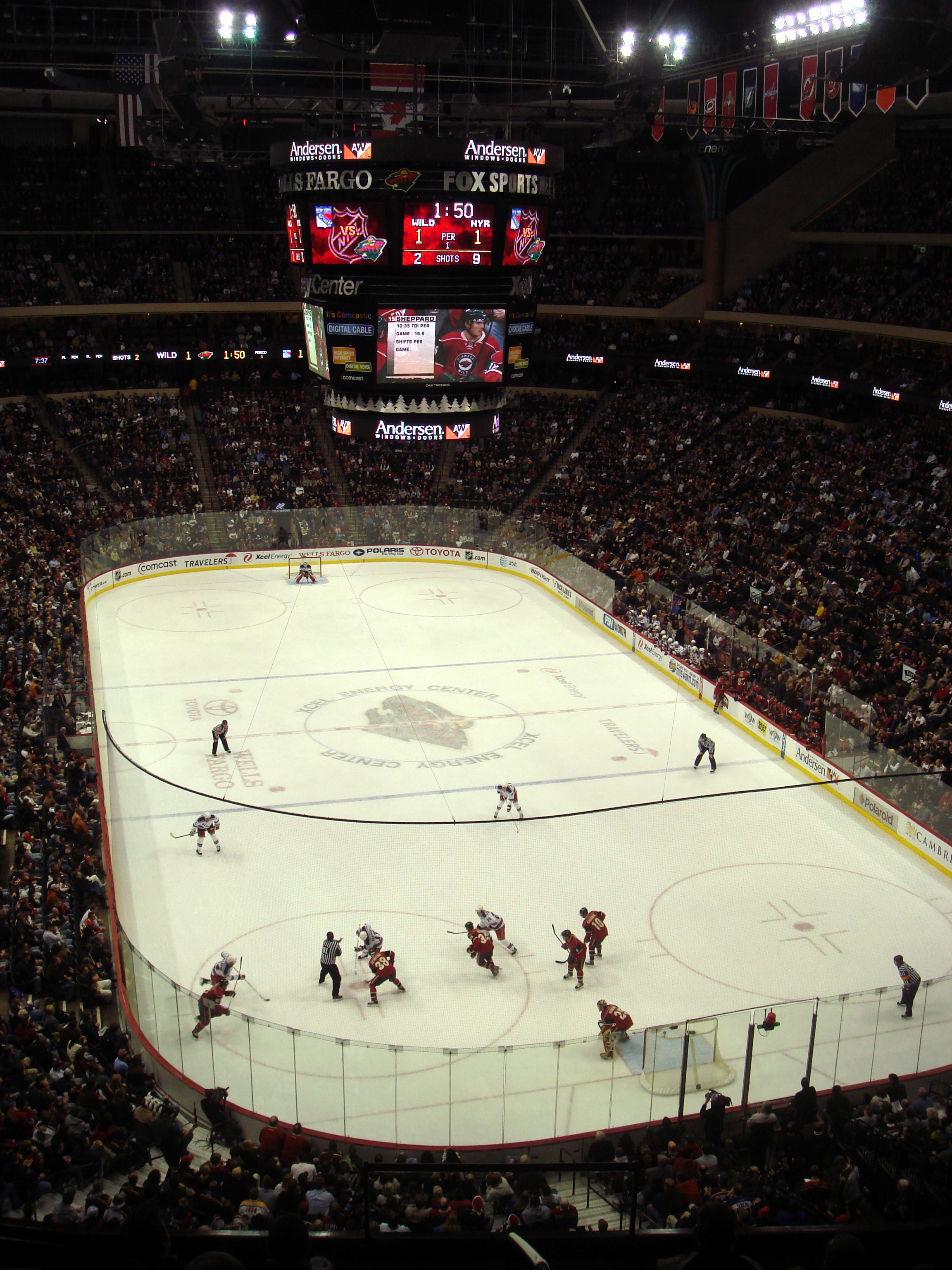
Patinoire du Wild
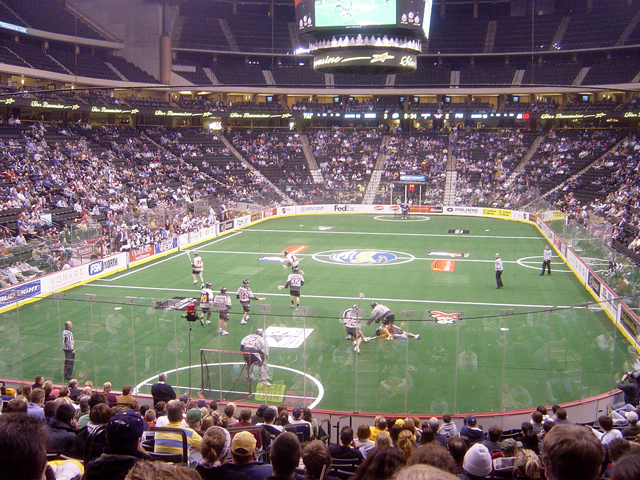
Match de crosse
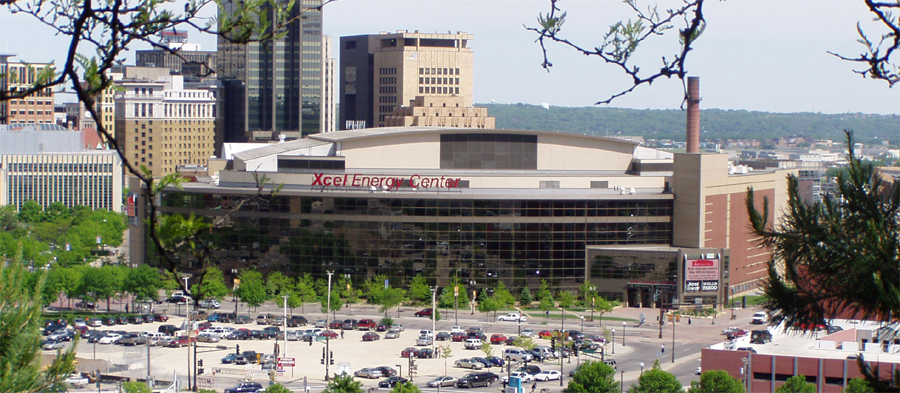
Vue extérieure